# Stazione di Carimate
Stazione di Carimate vasútállomás Olaszországban, Lombardia régióban, Carimate településen.

## Vasútvonalak
Az állomást az alábbi vasútvonalak érintik:
- Chiasso–Milánó-vasútvonal

## Kapcsolódó állomások
A vasútállomáshoz az alábbi állomások vannak a legközelebb:
- Stazione di Cantù-Cermenate
- Stazione di Camnago-Lentate